# 黒川孝雄
黒川 孝雄（くろかわ たかお、1934年（昭和9年） - ）は、日本の実業家。

## 人物
愛知県出身。愛知県立津島高等学校を1952年（昭和27年）に卒業して、その年名古屋大学経済学部に入学し1956年3月（昭和31年）に卒業した。
無類の読書家で蔵書は一万冊を超える。
高校・大学時代は山男で北アルプスを闊歩した。

## 経歴
- 1956年（昭和31年）3月名古屋大学経済学部卒業。その年4月明治乳業株式会社（現：株式会社明治）に入社。
- 1980年（昭和55年）4月京都支店長。
- 1982年（昭和57年）10月関西明販株式会社代表取締役社長。
- 1984年（昭和59年）10月明治乳業株式会社業務商品販売部長。
- 1986年（昭和61年）5月明治サンテオレ株式会社社長に就任。
- 1997年（平成9年）6月明治サンテオレ株式会社社長を退任。
- 1998年（平成10年）2月株式会社フランチャイズ研究所設立代表取締役に就任。

## 公職
- 1995年（平成7年）5月～1997年（平成9年）5月　（社）日本フランチャイズチェーン協会会長
- 1997年（平成9年）5月　　（社）日本フランチャイズチェーン協会名誉会員に就任（現職）
- 1999年（平成11年）12月（社）日本フランチャイズチェーン協会データーベース検討委員会委員就任
- 2001年（平成13年）5月　（社）全国放送関連派兼事業協会理事就任（現職）
- 2001年（平成13年）6月　（社）日本フランチャイズチェーン協会「ハンドブック改定委員」就任
- 2001年（平成13年）7月　（社）日本フランチャイズチェーン協会「本部評価基準諮問委員」就任
- 2001年（平成13年）11月（社）日本フランチャイズチェーン協会「SV学校講師会会長」就任（現職）
- 2001年（平成13年）11月（財）岐阜県産業経済振興センター「高齢者市場の活性化に関する調査研究」座長就任